# Niğde (stad)
Niğde is een kleine stad en de hoofdstad van de gelijknamige provincie Niğde in Turkije. Het ligt in de Turkse regio Centraal-Anatolië en de historische regio Cappadocië. Volgens de laatste telling in 2012 heeft de stad 118.186 inwoners en de gemeente (inclusief de omliggende dorpen) telt 200.044 inwoners.
De stad ligt tussen het vulkanische Melandizgebergte. Ten noorden van de stad ligt de stratovulkaan Hasan Dağı (nabij Aksaray) en ten zuidoosten het Niğdemassief.

## Geschiedenis
Niğde kent een lange geschiedenis van ongeveer 10.000 jaar terug. Uit opgravingen kan men vermoeden dat de stad al bestond in de 8e eeuw v. Chr., waarbij men geschriften heeft gevonden uit de tijd van de Hittieten. Ook lag de stad destijds op een kruispunt van een aantal handelsroutes. De belangrijkste handelsroute was die van Kayseri (het oude Caesarea) naar de Cilicische Poort. Tot de volken die zich er vestigen behoren naast de Hittieten ook de Assyriërs, Grieken, Romeinen, Byzantijnen en uiteindelijk vanaf 1166 de Turken. Tegen de vroege 13 de eeuw, toen het onderdeel vormde van het sultanaat Rûm, was Niğde uitgegroeid tot een van de grootste steden van Anatolië. Na de val van het sultanaat werd het een onafhankelijke stad en zou volgens Ibn Battuta zijn vervallen tot een ruïne. Pas onder Mehmet II kwam het in Ottomaanse handen.
In het Museum van Nigde zijn voorwerpen uit het Romeinse, Byzantijnse, Stenen en Bronzen tijdperk te zien.

## Bezienswaardigheden
Nigde is een zeer populaire toeristische trekpleister door de culturele erfgoederen en de thermale baden die de stad rijk is en natuurlijk ook door de schoonheid van de stad zelf. De stad is al 10.000 jaren bewoond door verschillende volkeren, waaronder Romeinen, Byzantijnen en Ottomanen en dit ziet men ook terug in de verschillende bouwwerken.

### Musea
In de hele stad zijn er maar twee musea: de Niğde Etnografya ve Arkeoloji Müzesi (Nederlands: Etnografisch en archeologisch museum) en de Akmadrassa. Dit archeologische museum is gebouwd in 1976 in het centrum van de stad en heeft in totaal 12.000 objecten uit de Oudheid,onder andere van de Seltjoeken en de Ottomanen.
De Akmadrassa is een voormalige madrassa uit de 15 de eeuw en is gebouwd in 1409 in opdracht van Alâaddin Ali Bey. De naam Akmadrassa betekent letterlijk de Witte Madrassa en dankt zijn naam aan de witte marmeren deur. Nadat het gebouw in 1936 was gerestaureerd werd het omgedoopt in een archeologisch museum en sindsdien heeft het vele collecties van de gevonden voorwerpen in de buurt.

### Natuurlijke plaatsen
De Aladağlar en Bolkar bergketens in het Taurusgebergte zijn populair voor de wintersport en voor het wandelen door de hoge weiden en bergdorpjes. De bergen zijn vooral aantrekkelijk wanneer de heuvels bedekt zijn met lentebloemen.
De Aladağlar is een van de meest populaire klimlocaties in Turkije. Verder is Niğde onderdeel van Cappadocië en trekt hierdoor ook redelijk veel toeristen aan, maar niet zoveel als de buurstad Nevşehir, waar het hart van Cappadocie ligt.
Plaatsen die van historisch belang zijn in Niğde omvatten een groot aantal kerken, moskeeën en de ondergrondse steden (huizen die diep  gesneden zijn in het zachte vulkanische gesteente). Een ander belangrijk terrein is de oude stad van Tyana en een aantal Romeinse waterwegen in het district Bor.
Niğde heeft ook een aantal minerale warmwaterbronnen en andere attracties.

## Verkeer en vervoer

### Wegen

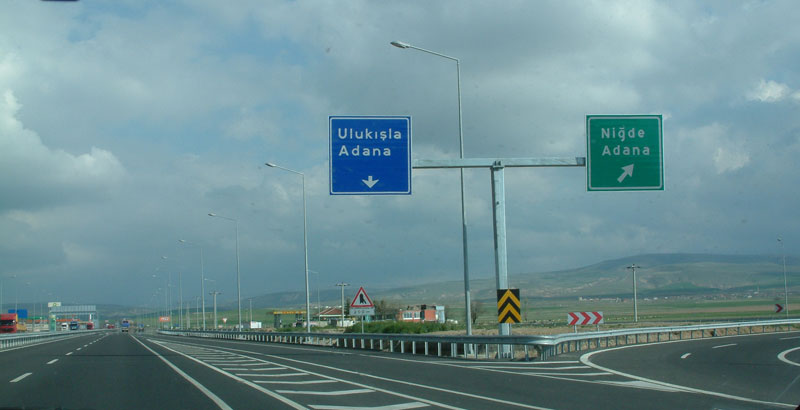
Oprit op de snelweg O-21 nabij Niğde

Niğde ligt aan de nationale weg D805. Deze weg liep eerst dwars door de stad en zorgde voor een ophoping van verkeer in het centrum. Hierdoor is de D805 omgeleid naar een oostelijker gelegen gebied. Daarnaast lopen D330 en D765 ook richting de stad, waarbij D330 vanuit het zuiden komt en D756 vanuit het noorden. Verder wordt er hard gewerkt aan de snelweg O-21 van Ankara naar Tarsus. Deze snelweg is momenteel nog niet volledig in gebruik en alleen het stukje van Tarsus - Ulukişla is open voor reizigers. Het stukje Ulukişla - Niğde (noord), waaronder de ringweg van Niğde staat gepland om eind augustus 2014 geopend te worden.
- Nationale Bibliotheek van Tsjechië: ge292987
- Virtual International Authority File: 139660496